# Mitch Delcour
Mitch Delcour (5 december 1985) is een Belgisch voetbalcoach en voormalig voetballer.

## Carrière
Delcour kwam in het veldvoetbal uit voor onder andere Eendracht De Haan, KEG Gistel, KFC Varsenare, SK Torhout en SC Lombardsijde. Zijn carrière in het veldvoetbal combineerde hij met een carrière op hoger niveau in het zaalvoetbal (bij clubs als Forcom Antwerpen, BST Temse en ZVC De Putters) en het minivoetbal (bij clubs als KBC Kortemark en PS Oostkamp).
Nog voor het einde van zijn spelerscarrière stampte Delcour mee de Football Skills Academy uit de grond. De West-Vlaming ging ook aan de slag bij de jeugdwerking van Cercle Brugge. Later stapte hij over naar stadsrivaal Club Brugge.
In januari 2024 schoof Delcour door van het U18-elftal, waar hij assistent-trainer was, naar Club NXT.  Daar ging hij aanvankelijk aan de slag als assistent van hoofdtrainer Nicky Hayen. Na diens vertrek naar het eerste elftal bleef hij ook aan onder Robin Veldman.
Toen Club NXT eind maart 2025 per direct afscheid nam van Veldman, die aan de slag ging als hoofdtrainer van sc Heerenveen, werd Delcour aangesteld als hoofdtrainer ad interim om de vier resterende competitiewedstrijden te leiden. Delcour debuteerde met een 1-0-nederlaag tegen KAS Eupen, maar pakte vervolgens 7 op 9 tegen RFC de Liège, SK Beveren en Francs Borains. Club NXT eindigde zo als zesde in de Challenger Pro League, ruim voor de andere beloftenclubs RSCA Futures en Jong Genk.
Toen Club NXT in juni 2025 met Tim Wolf een nieuwe trainer haalde voor Club NXT, werd Delcour doorgeschoven naar het eerste elftal van Club Brugge als Pathway coach. In die functie werd hij verantwoordelijk voor de individuele ontwikkeling en doorstroming van jonge spelers binnen het eerste elftal en Club NXT.
2 Romero ·
4 Ordóñez ·
8 Tzolis ·
9 Jutglà ·
10 Vetlesen ·
14 Meijer ·
15 Onyedika ·
16 Van den Heuvel ·
17 Vermant ·
19 Nilsson ·
20 Vanaken  · 
21 Skóraś ·
22 Mignolet ·
24 Osuji ·
27 Nielsen ·
29 Jackers ·
30 Jashari ·
41 Siquet ·
44 Mechele ·
55 De Cuyper ·
58 Spileers ·
62 Audoor ·
64 Sabbe ·
65 Seys ·
66 Yameogo ·
67 Et Taïbi ·
68 Talbi ·
71 De Corte ·
81 Vanden Driessche ·
84 Campbell ·
87 Furo ·
Coach: Hayen
Assistent-coach: Jonckheere